# 426
426 （四百二十六、よんひゃくにじゅうろく）は自然数、また整数において、425の次で427の前の数である。

## 性質
- 426 は合成数であり、約数は 1, 2, 3, 6, 71, 142, 213, 426 である。
  - 約数の和は864。
    - 102番目の過剰数である。1つ前は420、次は432。
- 48番目の楔数である。1つ前は418、次は429。
- 各位の和が12になる37番目の数である。1つ前は417、次は435。
- 各位の積が各位の和の4倍になる6番目の数である。1つ前は264、次は462。(オンライン整数列大辞典の数列 A062036)
- 426 = 12 + 52 + 202 = 12 + 82 + 192 = 12 + 132 + 162 = 42 + 72 + 192 = 42 + 112 + 172 = 72 + 112 + 162
  - 3つの平方数の和6通りで表せる10番目の数である。1つ前は425、次は434。(オンライン整数列大辞典の数列 A025326)
  - 異なる3つの平方数の和6通りで表せる4番目の数である。1つ前は374、次は434。(オンライン整数列大辞典の数列 A025344)
- n = 426 のとき n と n + 1 を並べた数を作ると素数になる。n と n + 1 を並べた数が素数になる51番目の数である。1つ前は420、次は428。(オンライン整数列大辞典の数列 A030457)

## その他 426 に関連すること
- 西暦426年
- フロントウイングが発売した成人向けゲームソフト。→426 (ゲーム)
- 「426」台湾人が中国大陸人を罵倒する用語。台湾中国語の「死阿陸」（直訳では死ぬべき陸野郎＝大陸人）と同音のこと。